# Orisons
Orisons is een muziekalbum van Rick Wakeman. Het album bevat lichte rockmuziek met Bijbelteksten voorgedragen door onder anderen de toenmalige mevrouw Wakeman. Het album is opgenomen in juni 1996 in de privéstudio van Wakeman, Bajonor Studio op Man. Het album is moeilijk te krijgen; Hope Records ging failliet en de toenmalige mevrouw Wakeman zette hem in 2000 buiten de deur. Bij een eventuele heruitgave zal iemand anders de teksten moeten inspreken; het zal dan samen met The Word and the Music in één pakketje komen. Orisons is Oudengels voor gebeden.

## Musici
- Rick Wakeman – toetsinstrumenten
- Nina Carter, Mary Hobdall, Bisschop van Sodor en Man – spreekstem
- David Paton – basgitaar
- Ramon Remedios – tenor
- New Gospels Choir

## Tracklist
| Nr. | Titel                       | Duur |
| --- | --------------------------- | ---- |
| 1.  | A wish                      | 1:34 |
| 2.  | An instrument of your peace | 1:40 |
| 3.  | A prayer for creation       | 2:07 |
| 4.  | A closing door              | 2:46 |
| 5.  | A prayer for all            | 1:50 |
| 6.  | Persecution                 | 1:29 |
| 7.  | The empty vessel            | 1:57 |
| 8.  | Silent prayer               | 4:39 |
| 9.  | God’s Lily                  | 1:29 |
| 10. | Devotion                    | 3:07 |
| 11. | Paul’s Prayer               | 1:33 |
| 12. | Prayer of prophets          | 3:03 |
| 13. | David’s great prayer        | 3:02 |
| 14. | The Lord’s prayer           | 3:27 |
| 15. | God’s creatures             | 0:55 |
| 16. | Egyptian Doxology           | 0;56 |
| 17. | Trust                       | 1:14 |
| 18. | Alone with him              | 1:44 |
| 19. | The family                  | 1:59 |
| 20. | The only God                | 3:35 |
| 21. | Thank you                   | 2:46 |
| 22. | An evening prayer           | 1:39 |